# يوسف بن بخت
أبو الحجاج يوسف بن بخت الفارسي الأندلسي قائد مسلم ومولى الخليفة الأموي عبدالملك بن مروان وأحد زعماء موالي بني أمية في الأندلس، تولى الحجابة للأمير عبد الرحمن الداخل أول أمراء الدولة الأموية في الأندلس.
شارك يوسف في حملة كلثوم بن عياض القشيري التي بعثها الخليفة الأموي هشام بن عبد الملك لإخضاع ثورة البربر في المغرب عام 123 هـ، والتي باءت بالهزيمة وقتل قائدها كلثوم بن عياض، ومحاصرة فلول حملته الذين قادهم بلج بن بشر القشيري ابن أخي كلثوم في سبتة، إلى أن سمح لهم عبد الملك بن قطن والي الأندلس بالعبور إلى الأندلس.
كان يوسف أحد الزعماء الثلاث مع أبي عثمان عبيد الله بن عثمان وعبد الله بن خالد الذين لبوا دعوة بدر مولى عبد الرحمن الداخل للدعوة لإمارة عبد الرحمن في الأندلس، وشارك معه في موقعة المصارة. وقد كان من خاصة الأمير عبد الرحمن الداخل، وولاه لفترة منصب الحاجب. وفي عام 176 هـ، أرسله الأمير هشام الرضا بجيش اجتاح جليقية وهزم جيشًا من الجليقيين والبشكنس بقيادة برمودو الأول ملك أستورياس في معركة نهر بوربيا.
توفي يوسف بن بخت في طليطلة. ومن عقبه بنو جهور الذين كان لهم أمر قرطبة في عصر ملوك الطوائف.